# المضراب (جبلة)

تعديل مصدري - تعديل

المضراب محلة تابعة لقرية المنازلة، التابعة لعزلة الربادي بمديرية جبلة إحدى مديريات محافظة إب في الجمهورية اليمنية، بلغ تعداد سكانها 84 حسب تعداد اليمن لعام 2004.